# Cappella di Santa Croce (Trepuzzi)
La cappella di Santa Croce è una chiesa di Trepuzzi, in provincia di Lecce.

## Storia
La cappella risale alla seconda metà del XVII secolo e viene menzionata per la prima volta nella visita pastorale del vescovo Luigi Pappacoda del 1657 dalla quale risulta che all'epoca non era ancora terminata. Dalla relazione si evince che fu costruita con le elemosine dei fedeli (...eius fabrica peralta est elemosinis...). Dal 2 marzo 1858 è sede della Confraternita del SS. Sacramento.

## Arte

### Esterno
Sulla facciata si aprono il portale e una finestra, posti in asse, e due nicchie contenenti le immagini affrescate dell'angelo annunciante e della Vergine, rispettivamente a destra e a sinistra dell'ingresso. Una cornice cuspidata interrompe in alto la semplicità regolare della facciata. Sul lato destro si erge il campanile ad un solo ordine, aperto da quattro archi e sormontato da una piccola cupola, su cui poggia una croce in metallo. Alla cappella si accede anche da un ingresso secondario.

### Interno
L'interno, a pianta rettangolare, è diviso in due campate coperte da una volta a spigolo. Le lesene delle pareti laterali costituiscono l'unico elemento plastico della piccola cappella. È presente un solo altare centrale, riccamente decorato a volute e motivi vegetali, sul quale è collocata la tela seicentesca raffigurante l'Esaltazione della Croce, restaurata nel 1830. Nella parete sinistra si aprono tre grandi nicchie che accolgono le statue in cartapesta di san Biagio (realizzata da Giuseppe Manzo nel 1947), dell'Addolorata (opera di Luigi Guacci) e di Gesù crocifisso.